# Тан (Кызылординская область)
Тан (каз. Таң) — село в Жалагашском районе Кызылординской области Казахстана. Административный центр Танского сельского округа. Находится примерно в 20 км к западу от районного центра, посёлка Жалагаш. Код КАТО — 433653100.

## Население
В 1999 году население села составляло 1378 человек (698 мужчин и 680 женщин). По данным переписи 2009 года, в селе проживало 1186 человек (615 мужчин и 571 женщина).